# Mrówczyn
Mrówczyn (prononciation : [ˈmruft͡ʂɨn]) est un village polonais de la gmina de Lubrza dans le powiat de Świebodzin de la voïvodie de Lubusz dans l'ouest de la Pologne.
Il se situe à environ 8 kilomètres au sud-ouest de Lubrza (siège de la gmina), 13 kilomètres à l'ouest de Świebodzin (siège du powiat), 38 kilomètres au nord de Zielona Góra (siège de la diétine régionale) et 53 kilomètres au sud de Gorzów Wielkopolski (capitale de la voïvodie).

## Histoire
Le nom allemand du village était Birk Vorwerk.
Après la Seconde Guerre mondiale, avec la mise en œuvre de la ligne Oder-Neisse, le village est intégré à la République populaire de Pologne. La population d'origine allemande est expulsée et remplacée par des polonais.
De 1975 à 1998, le village appartenait administrativement à la voïvodie de Zielona Góra.

Depuis 1999, il appartient administrativement à la voïvodie de Lubusz